# Pedrinho (futebolista, 2006)
Pedro Henrique Silva dos Santos (São Paulo, 5 de fevereiro de 2006), conhecido apenas como Pedro ou pelo apelido Pedrinho, é futebolista brasileiro que atua como meia-atacante e atacante. Atualmente, joga pelo Zenit.

## Carreira

### Corinthians
Pedro nasceu em São Paulo, capital do estado homônimo. Seu primeiro clube foi o Barueri, de Osasco, atuando no futsal. Atuando pelo clube osasquense, foi descoberto pelo Corinthians e recebeu um primeiro convite para atuar no clube quando tinha sete anos, mas só migrou para as categorias de base do clube em 2015, aos nove. Para o negócio concretizar-se, sua família exigiu do clube alvinegro que o mesmo arcasse com os custos de um colégio particular.
Pedro viveu até os 13 anos nos bairros de Carapicuiba e Osasco antes de mudar-se para Tatuapé, em uma casa na frente da sede do Corinthians, o Parque São Jorge. Foi levado junto com a família pela Elenko Sports, empresa passou a agenciá-lo desde essa idade. Considerado uma das maiores joias da base do Timão por ser muito precoce, Pedro sempre atuou em categorias acima de sua idade, onde com 15 anos já atuava pelo Sub-17. Em 2021, ano de volta dos campeonatos de base após a Pandemia de COVID-19, acumulou seis gols em 14 partidas pela categoria. No Sub-15 no mesmo ano foi o goleador da BH Cup em outubro e fez oito gols no vice-campeonato da Copa Nike Sub-15, onde ficou na vice-artilharia.

#### 2022
Com apenas 15 anos, Pedro foi inscrito para disputar a Copa São Paulo de Futebol Júnior, onde jogou cinco jogos e marcou um gol. Alternou o sub-17 e o sub-20 na temporada, convivendo com algumas lesões que atrapalharam-o em sua continuidade. No Sub-20, integrou o elenco que chegou à final do Campeonato Brasileiro, mas acabou superado pelo Palmeiras. Ao todo, foram cinco gols em 16 partidas.
Assinou seu primeiro contrato com o clube em 4 de março de 2022, até março de 2025 com multa de 50 milhões de euros para o exterior (278,8 milhões de reais), com o Corinthians tendo a preferência de renovação por mais dois anos.

#### 2023
Antes de servir o Brasil no Sul-Americano Sub-20 do ano, Pedro fez um dos gols na goleada de 4–0 sobre o Zumbi-AL na Copa São Paulo, fazendo o segundo gol. Seguidamente à conquista do Campeonato Sul-Americano, Pedro retornou em fevereiro e disputou o restante da Copinha. Ao fim da competição, foi listado com um dos 11 jogadores mais promissores.
Ainda em fevereiro, subiu aos profissionais e foi relacionado para dois jogos do Campeonato Paulista antes de sua estreia, contra Mirassol e Santos. Fez sua estreia profissional no dia 4 de março, entrando aos 36 minutos do segundo tempo no lugar de Yuri Alberto, na vitória por 3–1 sobre o Santo André na última rodada da primeira fase do Campeonato Paulista. Pedro atuou por 15 minutos e teve boa participação no tempo em que atuou, recebendo elogios do então técnico do Corinthians, Fernando Lázaro.
Após sua estreia, surgiram inúmeros clubes interessados em seu futebol, como Newcastle e Brighton, da Inglaterra; Borussia Dortmund, da Alemanha; Ajax e PSV, dos Países Baixos; e o Zenit, da Rússia, que teria prioridade em sua compra devido ao negócio anterior envolvendo a transação de Yuri Alberto em sua ida ao Corinthians.
Em 29 de junho, teve sua venda confirmada pelo então presidente do Corinthians, Duilio Monteiro, por 9 milhões de euros (46,7 milhões de reais) devido ao momento delicado financeiro no qual passava, onde o Corinthians (que tinha 80% do passe do atleta) repassou 50% ao clube russo e ficou com 30% de uma venda futura. Entretanto, ficaria no clube até pelo menos completar 18 anos visto que a legislação russa não permitia transferência de atletas menores de idade. À época, Pedro havia disputado apenas 11 partidas como profissional. O valor de sua venda foi considerado abaixo devido a seu potencial e foi criticada pela torcida.
Fez seu primeiro gol pelo profissional em 14 de setembro, na derrota por 2–1 para o Fortaleza na 23ª rodada do Campeonato Brasileiro. Com sua venda com Zenit firmada, Pedro despediu-se oficialmente do Alvinegro em 7 de dezembro. Ao todo, foram 22 partidas e um gol pelo Timão.

### Zenit

#### 2023–24

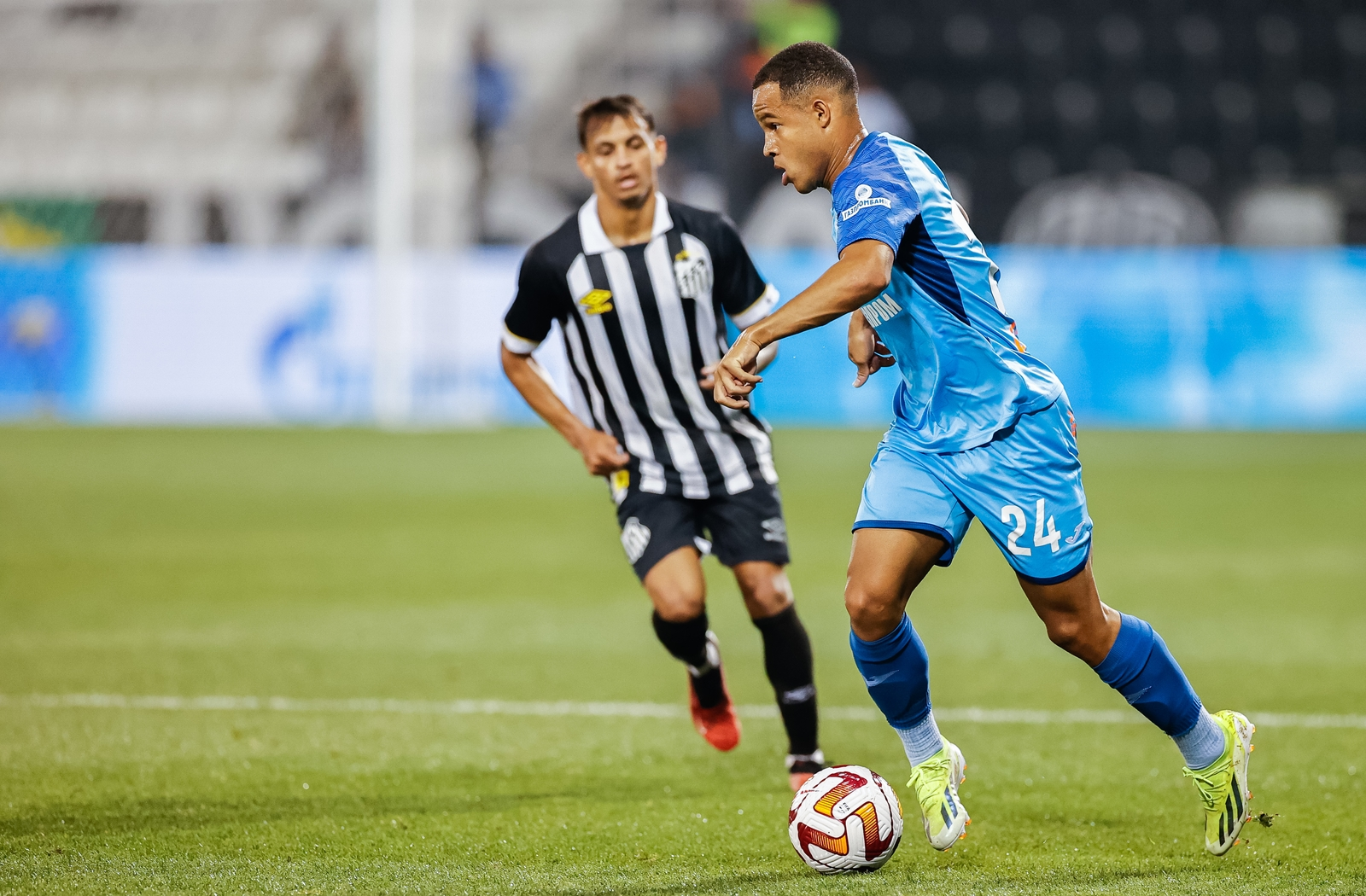
Pedro em atuação pelo Zenit na Equality Cup de 2024

Sua contratação foi anunciada oficialmente pelo clube russo em 4 de janeiro de 2024.
Pedro fez seus primeiros gols em sua nona partida, fazendo os dois da vitória por 2–1 sobre o Spartak Moscou no dia 3 de abril de 2024 em jogo válido pela ida das semifinais da Copa da Rússia. Integrou o elenco campeão russo pela sexta vez seguida ao superar o Rostov em 25 de maio, na vitória por 2–1 na última rodada da competição. Também sagrou-se campeão da Copa da Rússia, depois de vencer o Baltika Kaliningrado por 2–1 na final em 2 de junho, tendo sido titular na partida.

## Seleção Brasileira

### Sub-15
Em julho de 2021, foi um dos convocados por Dudu Patetuci para um período de testes visando o Sul-Americano da categoria em 2022.

### Sub-17
Em 18 de março de 2022, Pedro foi um dos convocados para disputar o Torneio de Montaigu em abril, na França. O Brasil sagrou-se campeão e Pedro disputou quatro jogos, com um gol marcado, na goleada por 4–0 sobre o México na estreia do torneio.
Em setembro de 2022, foi convocado para um período de treinamentos visando a disputa do Sul-Americano da categoria em 2023.

### Sub-20
Pedro foi um dos 23 convocados para disputar o Sul-Americano da categoria, no Uruguai. Na campanha vencedora, Pedro disputou sete das nove partidas do Brasil na competição e fez dois gols, contra Venezuela e na última rodada contra o Uruguai por 2–0. No tento contra a Venezuela (3–0 válido pela segunda rodada do hexagonal), tornou-se o jogador mais jovem a marcar pela categoria aos 16 anos anos, 11 meses e 29 dias.
Em 28 de abril de 2023, Pedro foi um dos 21 convocados por Ramon Menezes para o Mundial Sub-20, na Argentina. Porém, acabou cortado da lista de convocados pela CBF em 6 de maio após pedido do Corinthians.

## Títulos

### Zenit
- Campeonato Russo: 2023–24
- Copa da Rússia: 2023–24
- Supercopa da Rússia: 2024[25]

### Seleção Brasileira

#### Sub-17
- Torneio de Montaigu: 2022

#### Sub-20
- Campeonato Sul-Americano Sub-20: 2023